# Râul Valea Ursului, Lotrioara
Râul Valea Ursului este unul din cele două brațe care formează râul Lotrioara. 

## Hărți
- Hărta Munților Lotrului  Arhivat în 6 mai 2008, la Wayback Machine.
- Harta județului Sibiu